# هيو تريفور
هيو تريفور (بالإنجليزية: Hugh Trevor)‏ هو ممثل أمريكي، ولد في 28 أكتوبر 1903 في الولايات المتحدة، وتوفي في 10 نوفمبر 1933 بلوس أنجلوس في الولايات المتحدة.

## وصلات خارجية
- هيو تريفور على موقع IMDb (الإنجليزية)
- هيو تريفور على موقع تيرنر كلاسيك موفيز (الإنجليزية)
- هيو تريفور على موقع أول موفي (الإنجليزية)
- هيو تريفور على موقع قاعدة بيانات الفيلم (الإنجليزية)
- هيو تريفور على موقع كينوبويسك (الروسية)